# Wu Zi Bei Ge
Wu Zi Bei Ge, också känd som Wu Zi Bei Ge: Wu Zetian Zhuan, är en kinesisk TV-serie med premiär 2006, som är baserad på Wu Zetians livsöde, den enda kvinnan i Kinas historia som fått titeln "Kejsare över Kina". 